# Simon Jakobsen
Simon Jakobsen (Silkeborg, 17 novembre 1990) è un calciatore danese, difensore dell'Hobro.

## Caratteristiche tecniche
È un difensore centrale.

## Carriera
Cresciuto nelle giovanili del Silkeborg, esordisce in prima squadra il 7 agosto 2010 contro l'Aalborg (0-0), sfida valida per il campionato. Il 13 maggio del 2012 realizza la sua prima rete nella partita contro il Køge BK (1-3).

## Palmarès

### Club

#### Competizioni nazionali
- 1. Division: 2

Silkeborg: 2013-2014, 2018-2019